# Tasiocera (Dasymolophilus) plurispina
Tasiocera (Dasymolophilus) plurispina is een tweevleugelige uit de familie steltmuggen (Limoniidae). De soort komt voor in het Afrotropisch gebied.